# Belmar (Nueva Jersey)
Belmar es un borough ubicado en el condado de Monmouth en el estado estadounidense de Nueva Jersey. En el año 2010 tenía una población de 5,794 habitantes y una densidad poblacional de 1,357.8 personas por km².

## Geografía
Belmar se encuentra ubicado en las coordenadas 40°10′42″N 75°1′21″O / 40.17833, -75.02250.

## Demografía
Según la Oficina del Censo en 2000 los ingresos medios por hogar en la localidad eran de $44,896 y los ingresos medios por familia eran $61,250. Los hombres tenían unos ingresos medios de $40,557 frente a los $34,323 para las mujeres. La renta per cápita para la localidad era de $29,456. Alrededor del 8.6% de la población estaba por debajo del umbral de pobreza.